# Semaria
Semaria là một thị xã và là một nagar panchayat của quận Rewa thuộc bang Madhya Pradesh, Ấn Độ.

## Nhân khẩu
Theo điều tra dân số năm 2001 của Ấn Độ, Semaria có dân số 12.325 người. Phái nam chiếm 54% tổng số dân và phái nữ chiếm 46%. Semaria có tỷ lệ 60% biết đọc biết viết, cao hơn tỷ lệ trung bình toàn quốc là 59,5%: tỷ lệ cho phái nam là 69%, và tỷ lệ cho phái nữ là 49%. Tại Semaria, 17% dân số nhỏ hơn 6 tuổi.